# ألبرت دوبوي
ألبرت دوبوي (بالفرنسية: Albert Dupuy)‏ هو مسؤول فرنسي، ولد في 1 فبراير 1947 في أليكانتي في إسبانيا.